# Protestos na Turquia em 2025

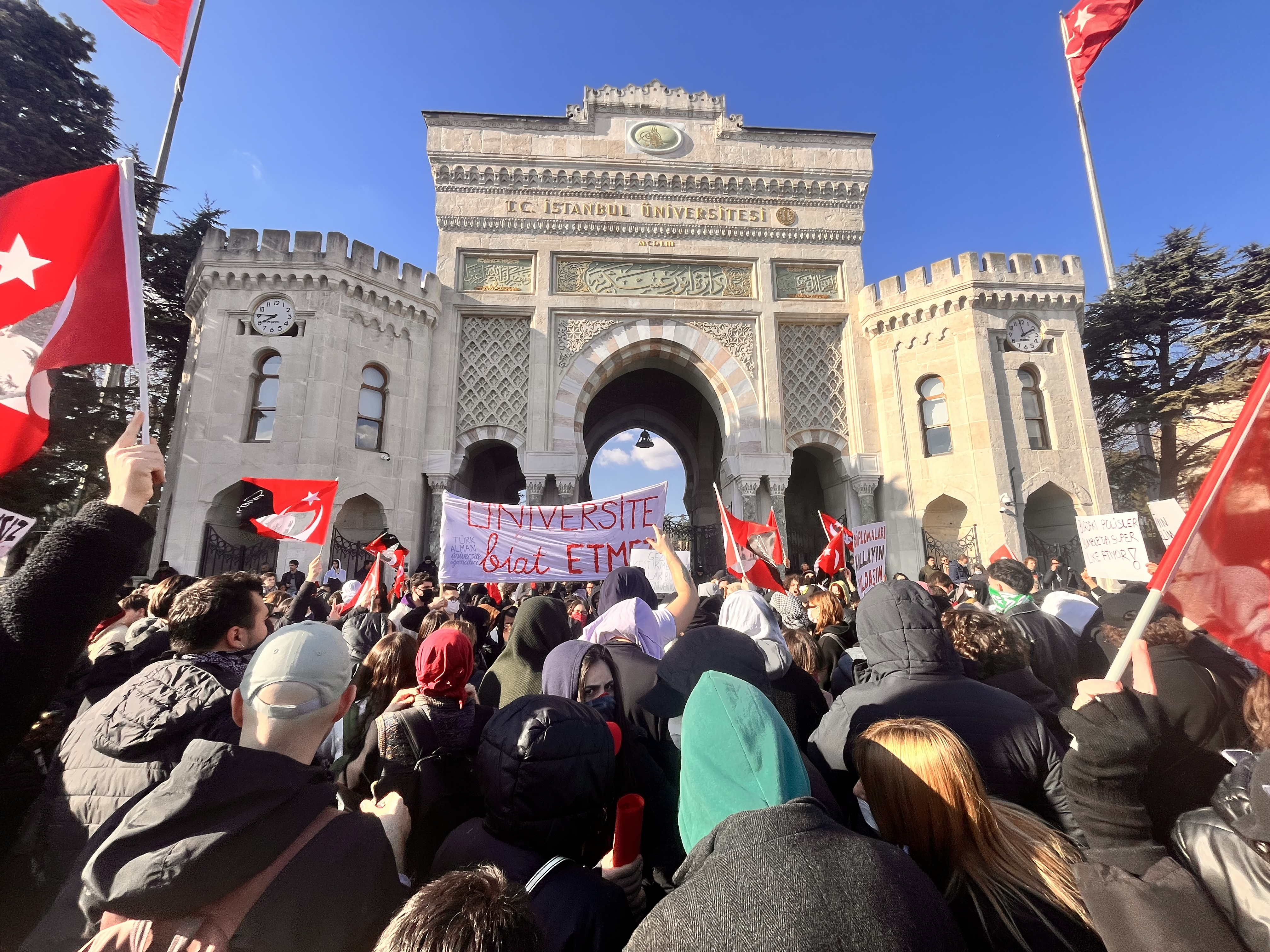
Manifestantes em frente a Universidade de Istambul

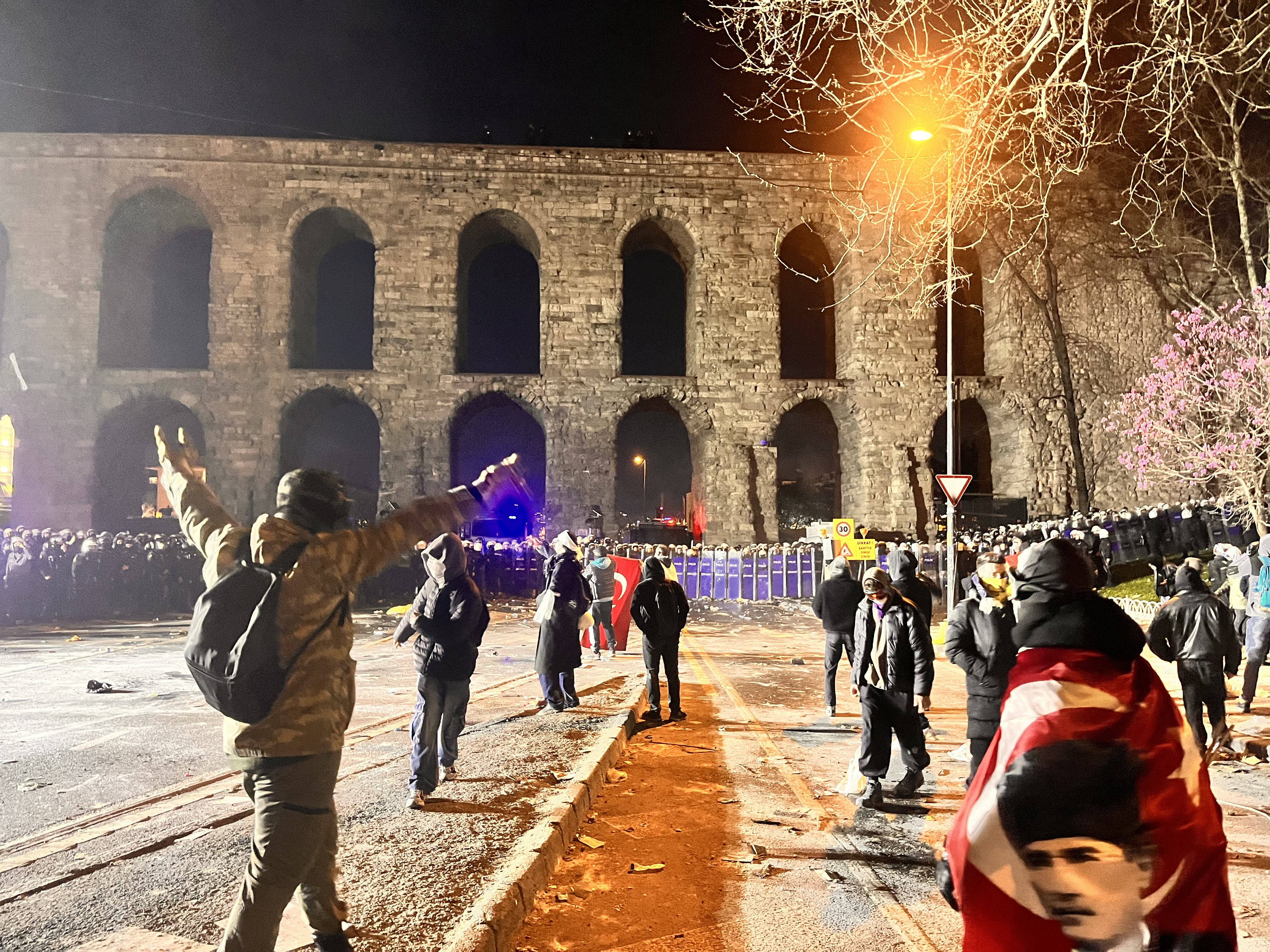
Manifestantes e polícia de choque frente a frente em Istambul, perto do Aqueduto de Valente

Uma série de grandes protestos estão ocorrendo na Turquia, começando em 19 de março de 2025, após a detenção e prisão do prefeito de Istambul, Ekrem İmamoğlu, centenas de outros membros da oposição e manifestantes pelas autoridades turcas. As manifestações representaram uma oposição pública significativa ao que os seus participantes caracterizaram como ações legais politicamente motivadas contra İmamoğlu, que foi o principal candidato da oposição para as eleições presidenciais turcas de 2028 e o principal rival político do presidente turco Recep Tayyip Erdoğan.
As manifestações foram apoiadas pelo CHP e muitos outros partidos políticos, organizações e associações. Centenas de milhares de pessoas estão protestando em quase todas as cidades da Turquia (especialmente em Istambul, Ancara e Esmirna ), com a maior multidão se concentrando em frente à sede da Prefeitura Metropolitana de Istambul. Os estudantes universitários estão a desempenhar um papel importante nestes protestos.
Os manifestantes representam um amplo espectro ideológico, incluindo indivíduos de direita e de esquerda. Nesse contexto, símbolos da República Turca — particularmente Atatürk — são frequentemente usados como uma estrutura unificadora e ponto de referência simbólico ao longo das manifestações. Os protestos estão ocorrendo no contexto de uma crise econômica. O valor da lira turca em relação ao dólar americano caiu 16,3% nos três dias seguintes à prisão de İmamoğlu. Mais de 1,4 mil pessoas foram presas desde o início dos protestos, incluindo vários jornalistas.

## Contexto
Ekrem İmamoğlu, um político de 54 anos de idade do Partido Republicano do Povo (CHP), era prefeito de Istambul desde 2019. İmamoğlu obteve vitórias eleitorais notáveis contra os aliados do presidente turco Recep Tayyip Erdoğan nas eleições municipais de 2019 e 2024, durante as quais o CHP garantiu o controle da maioria das principais cidades turcas . Estas vitórias foram amplamente interpretadas como desafios significativos ao domínio político de Erdogan.
Nos meses que antecederam sua detenção, İmamoğlu intensificou suas críticas ao governo Erdogan, resultando em diversas ações judiciais contra ele. Em 19 de março de 2025, as autoridades turcas detiveram İmamoğlu por acusações que incluíam corrupção e prestação de assistência ao Partido dos Trabalhadores do Curdistão (PKK), uma organização designada como terrorista pela Turquia e seus aliados ocidentais. Cerca de 100 indivíduos, incluindo jornalistas e empresários, também foram acusados de supostas atividades criminosas relacionadas a contratos municipais. As acusações incluíam liderar uma organização criminosa, aceitar subornos e manipular processos de licitação. A Universidade de Istambul revogou o grau acadêmico de İmamoğlu, o que o desqualificaria de participar em futuras eleições presidenciais, se fosse confirmado. O motivo alegado foram irregularidades após transferência de uma universidade privada.

## Reações
Apesar da sua detenção, İmamoğlu conseguiu publicar uma declaração nas redes sociais em tom de desafio, afirmando que "não desistiria" e que "continuaria a resistir à pressão" como uma figura significativa da oposição ao atual governo turco.
Alguns políticos do Partido para a Igualdade e Democracia dos Povos (DEM) e eleitores curdos temem que a prisão possa prejudicar as chances de esforço para acabar com o conflito turco-curdo. A vice-líder do DEM, Ebru Gunay, disse: "O que aconteceu em Istambul mostrou mais uma vez que este país precisa de uma verdadeira democracia".

### Turquia

#### Governo turco
Após a detenção de Imamoglu e durante os protestos subsequentes, o Gabinete do Governador de Istambul proibiu reuniões e manifestações públicas em toda a cidade por um período de quatro dias. O gabinete também fechou as principais estradas e redes ferroviárias localizadas no centro de Istambul. O acesso a várias plataformas de redes sociais, incluindo X, YouTube, Instagram e TikTok, foi restringido, de acordo com relatórios de organizações de monitoramento da Internet.
O governo turco negou as alegações dos manifestantes e dos partidos da oposição, sustentando que o judiciário operava independentemente de influência política. Quando questionados especificamente sobre as alegações de que a detenção foi motivada politicamente, os representantes do gabinete do presidente Erdogan não forneceram comentários imediatos. Dias depois, Erdogan falou a favor da independência judicial e disse que os protestos eram uma "perturbação da ordem pública".
As linhas de metro e o transporte de autocarro foram encerrados na Estação da Universidade Técnica do Oriente Médio, em Ancara, durante os protestos estudantis.

#### Repressão nas redes sociais
O Ministro do Interior da Turquia, Ali Yerlikaya, anunciou na manhã de 20 de março que as autoridades policiais identificaram 261 “suspeitos gestores de contas” que alegadamente partilharam conteúdos “incitando o público ao ódio e à hostilidade” e “ incitando à prática de um crime”. As autoridades detiveram 37 indivíduos em conexão com estas alegações, continuando os esforços para deter suspeitos adicionais.
As autoridades turcas solicitaram o bloqueio de 700 contas na rede social X (antigamente Twitter), mas a rede recusou os pedidos.

### Internacional

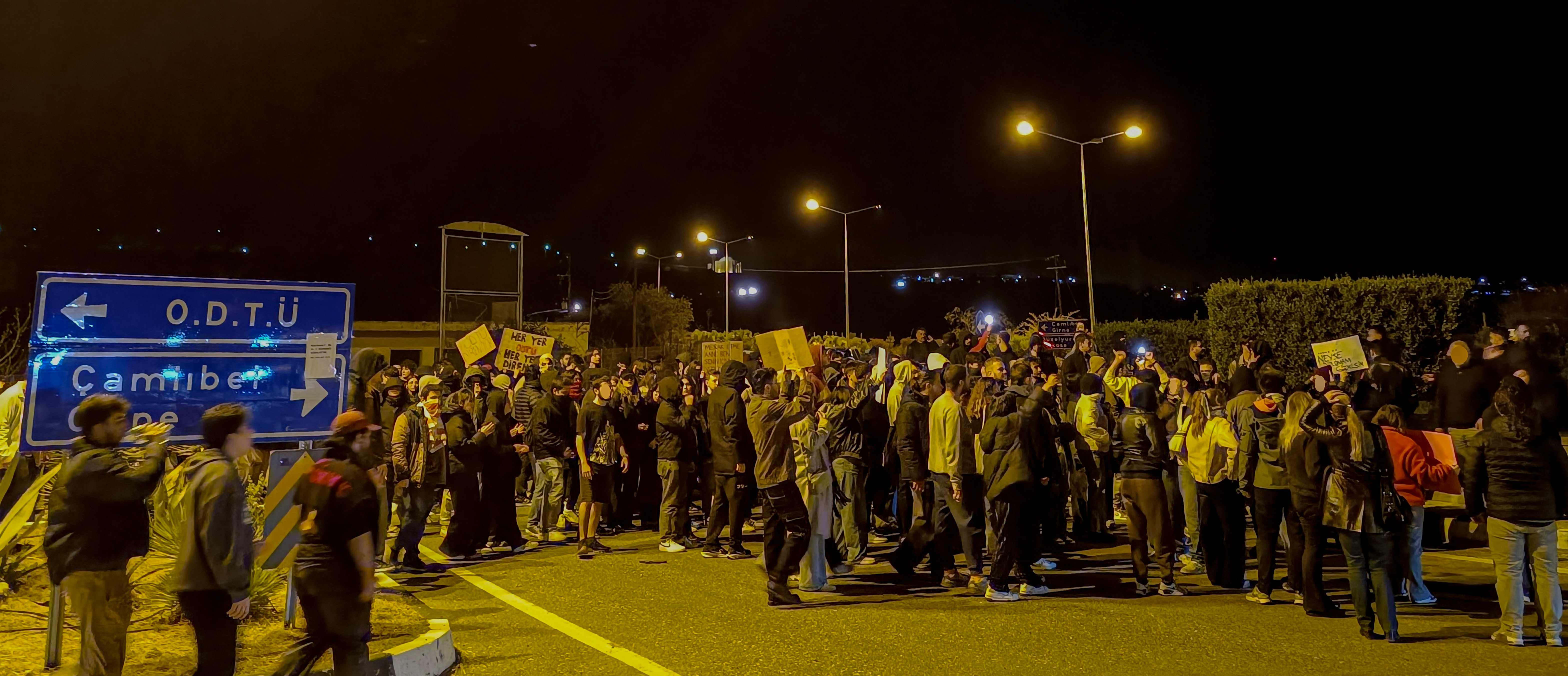
Protestos anti-governo turco no Norte de Chipre em 21 de março de 2025

A detenção de İmamoğlu e os protestos que se seguiram atraíram a atenção internacional, com vários governos e organizações de direitos humanos a expressarem preocupação com o retrocesso democrático na Turquia. A Diretora Regional Adjunta da Anistia Internacional para a Europa, Dinushika Dissanayake, descreveu as ações do governo turco como "draconianas" e uma "repressão intensificada da dissidência pacífica" para limitar a liberdade de reunião e de expressão.
A Presidente da Comissão Europeia, Ursula von der Leyen, afirmou que a Turquia teria de manter os seus valores democráticos para evitar perder potencialmente o seu estatuto de país candidato a aderir à União Europeia, afirmando que a UE desejava manter-se estreitamente ligada à Turquia. Uma declaração conjunta emitida pela Alta Representante da União Europeia para os Negócios Estrangeiros e a Política de Segurança, Kaja Kallas, e pela Comissária para a Vizinhança e o Alargamento da UE, Marta Kos, observou que a União Europeia exigiu da Turquia um padrão mais elevado na implementação dos valores democráticos devido ao seu estatuto de país candidato e à sua adesão ao Conselho da Europa.